# Grace Kwelepeta
Grace Kwelepeta es una maestra, política y activista malauí por los derechos de las mujeres. Se convirtió en miembro de la Asamblea Nacional de Malaui por Zomba Malosa en 2019. Hasta entonces trabajaba como maestra y tenía especial interés en la educación de las niñas.

## Biografía
Kwelepeta estudió lingüística y humanidades y se formó como docente. Impartió clases en una escuela secundaria, antes de dedicarse por completo a la política, se unió al Partido Demócrata Progresista y se convirtió en miembro representante del parlamento por el distrito electoral de Zomba Malosa en 2019. Este era un escaño que anteriormente ocupaba Joyce Banda (quien se convirtió en presidenta de Malaui).
En la Asamblea Nacional, Kwelepeta fue miembro ejecutivo del Consejo Nacional de Gobierno y viceministra de Género. Además, forma parte del grupo parlamentario de mujeres y del comité de autoridades locales de transporte e infraestructura. Le apasiona la defensa de los derechos de las mujeres y los jóvenes.
Kwelepeta mantiene un interés constante en la educación. Anima a los estudiantes a estudiar y ofrece premios a los estudiantes y docentes con mejor rendimiento en su circunscripción. Ulanda Mtamba, directora nacional de Advancing Girls Education in Africa (AGE Africa), la invitó a asistir a un retiro para niñas. El retiro anual se celebra cada año en Zomba para cien niñas de diferentes escuelas. Kwelepeta y Ulanda Mtamba animaron a las niñas a no solo buscar trabajo, sino a emprender y crear empleo. Se les aconsejó priorizar los estudios sobre el amor. A Kwelepeta se la considerada una inspiración por las niñas.
En enero de 2024, pasó una noche a la intemperie bloqueando el paso de un camión cargado de maíz en Zomba. El maíz estaba destinado a los pobres y ella quería asegurarse de que su circunscripción recibiera una buena parte.